# Сучков, Фёдор Фёдорович
Фёдор Фёдорович Сучков (22.06.1899, Орск Оренбургской губернии — 21.08.1937, Москва) — советский инженер, учёный в области радиотехники. Первый директор НИИ № 10 — будущего НПО «Альтаир».

## Биография
Участник Гражданской войны. С отличием окончил Академию связи в Ленинграде (1925). После годичной стажировки во Франции назначен руководителем военной приемки на радиозаводе им. Коминтерна.
В 1929—1932 начальник Центральной военно-индустриальной радиолаборатории в Нижнем Новгороде.
В 1933 году, с образованием Всесоюзного государственного института телемеханики и связи (ВГИТИС), приказом Серго Орджоникидзе назначен его первым директором (в 1936 году институт переименован в НИИ-10).
Арестован 19.06.1937. Обвинение: шпионаж и участие в контрреволюционной террористической организации. Расстрелян 21 августа того же года. Прах захоронен на территории Донского монастыря.
Реабилитирован 29 января 1955 года.